# PRhyme 2
Albums de PRhyme (DJ Premier & Royce da 5'9")
PRhyme
(2014)
Albums par DJ Premier
PRhyme
(2014)
Albums par Royce da 5'9"
Layers
(2016) Book of Ryan
(2018)
Singles
1. Era
Sortie : 1er février 2018
2. Rock It
Sortie : 22 février 2018
3. Filrt
Sortie : 5 mars 2018

PRhyme 2 est le second album de PRhyme (duo composé de DJ Premier et Royce da 5'9"), sorti le 16 mars 2018.
L'album s'est classé 3e au Top Independent Albums, 23e au Top R&B/Hip-Hop Albums et 40e au Billboard 200.

## Liste des titres
| 1.    | Interlude 1 (Salute)                                 | | 0:39 |
| 2.    | Black History                                        | | 3:42 |
| 3.    | 1 of the Hardest                                     | Rock the Bells de LL Cool J | 2:43 |
| 4.    | Era (featuring Dave East)                            | Rocket in the Pocket (Live) de Cerrone Droppin' It des Bizzie Boyz Whirlwind Thru Cities d'Afu-Ra Dat Sound Good de PRhyme featuring Ab-Soul et Mac Miller Beez in the Trap de Nicki Minaj featuring 2 Chainz | 3:32 |
| 5.    | Respect My Gun (featuring Roc Marciano)              | | 3:10 |
| 6.    | W.O.W. (With Out Warning) (featuring Yelawolf)       | Control (HOF) de Big Sean featuring Kendrick Lamar et Jay Electronica Stretch & Bobbito '92 de Big L What a Mess de Xzibit It's Been a Long Time de Rakim                                                     | 3:29 |
| 7.    | Sunflower Seeds (featuring Novel et Summer of '96)   | Courtesy de PRhyme | 3:34 |
| 8.    | Streets at Night                                     | I Run de Slim Thug Flamboyant de Big L | 3:31 |
| 9.    | Rock It                                              | Scenario de A Tribe Called Quest featuring Leaders of the New School Can I Kick It? de A Tribe Called Quest                                                                                                   | 3:49 |
| 10.   | Loved Ones (featuring Rapsody)                       | Eye for a Eye (Your Beef Is Mines) de Mobb Deep featuring Nas et Raekwon | 3:15 |
| 11.   | My Calling                                           | Nasty de Logic Terror Era de Terror Squad Microphone Preem de PRhyme featuring Slaughterhouse | 2:14 |
| 12.   | Made Man (featuring Big K.R.I.T. et Kon Artis)       | | 3:42 |
| 13.   | Interlude 2 (Relationships)                          | | 0:43 |
| 14.   | Flirt (featuring 2 Chainz)                           | Luchini AKA This Is It de Camp Lo U Looz de PRhyme Cleanin' Out My Closet d'Eminem | 3:20 |
| 15.   | Everyday Struggle (featuring Chavis Chandler)        | Real Hip Hop de Das EFX | 2:41 |
| 16.   | Do Ya Thang                                          | | 4:22 |
| 17.   | Gotta Love It (featuring Cee-Lo Green et Brady Watt) | | 4:37 |
| 53:03 |                                                      | |      |